# Besarta Hisenaj
Besarta Hisenaj (ur. 21 października 1998) – niemiecka i kosowska piłkarka, reprezentantka Kosowa w piłce nożnej kobiet od 2019 roku.